# Flevo Festival
Het Flevo Festival was een Nederlands meerdaags openluchtfestival dat van 1978 tot en met 2012 jaarlijks in augustus werd georganiseerd.
Het festival profileerde zich door zijn christelijke identiteit en bood de bezoekers een programma van livemuziek, sprekers, theater, cabaret, sport en film (voornamelijk de eerste drie). Het festival trok elk jaar ongeveer tienduizend bezoekers, waarvan de meesten in de leeftijdscategorie 16-30 jaar. Veel bezoekers bleven kamperen op een van de campings bij het festivalterrein. De Evangelische Omroep was de laatste jaren mede-organisator en deed verslag van het festival op televisie. Het festival heeft in de loop der jaren ook 'Flevo Totaal Festival' en 'Xnoizz Flevo Festival' geheten.
Enkele artiesten die in de loop der jaren hebben opgetreden zijn onder meer Chi Coltrane, Billy Preston, Cliff Richard, Timi Yuro, Barry McGuire, Randy Stonehill, Larry Norman, Adrian Snell, Stryper, Michael W. Smith, The Blind Boys of Alabama, Julie & Buddy Miller, dc Talk, Jars of Clay, Sixpence None the Richer, Over the Rhine, Whitecross, The Spirit That Guides Us, This Beautiful Mess en Neal Morse. Daarnaast werd ook de mogelijkheid gegeven aan onbekende en beginnende bands om voor een groot publiek op te treden. Na de editie van 2012 werd bekend dat Flevo Festival niet meer zou worden georganiseerd. In 2013 werd een vergelijkbaar, maar kleinschaliger festival georganiseerd onder de naam Flavor Festival. Dit was een eenmalig evenement. In 2015 begon een opvolger onder de naam Graceland Festival.
In 2020 is het festival ondergebracht bij Stichting Flevo Festival. Een poging een nieuwe editie in 2022 te organiseren werd uitgesteld naar 2023, wat stilzwijgend geen doorgang vond.

## Geschiedenis
Het festival werd in 1978 voor de eerste keer georganiseerd door Victor van Heusden en John Oostdijk van Youth for Christ Nederland. Het vond plaats van 17-20 augustus 1978 in het Zeeuwse Kamperland aan het Veerse Meer, toen nog onder de naam Kamperland Muziekfestival. Enkele artiesten van de eerste editie waren Adrian Snell, Rodney Cordner, Fish Co. en Kenny Marks. Er werd gehoopt op 750 bezoekers, maar het werden er 1700.

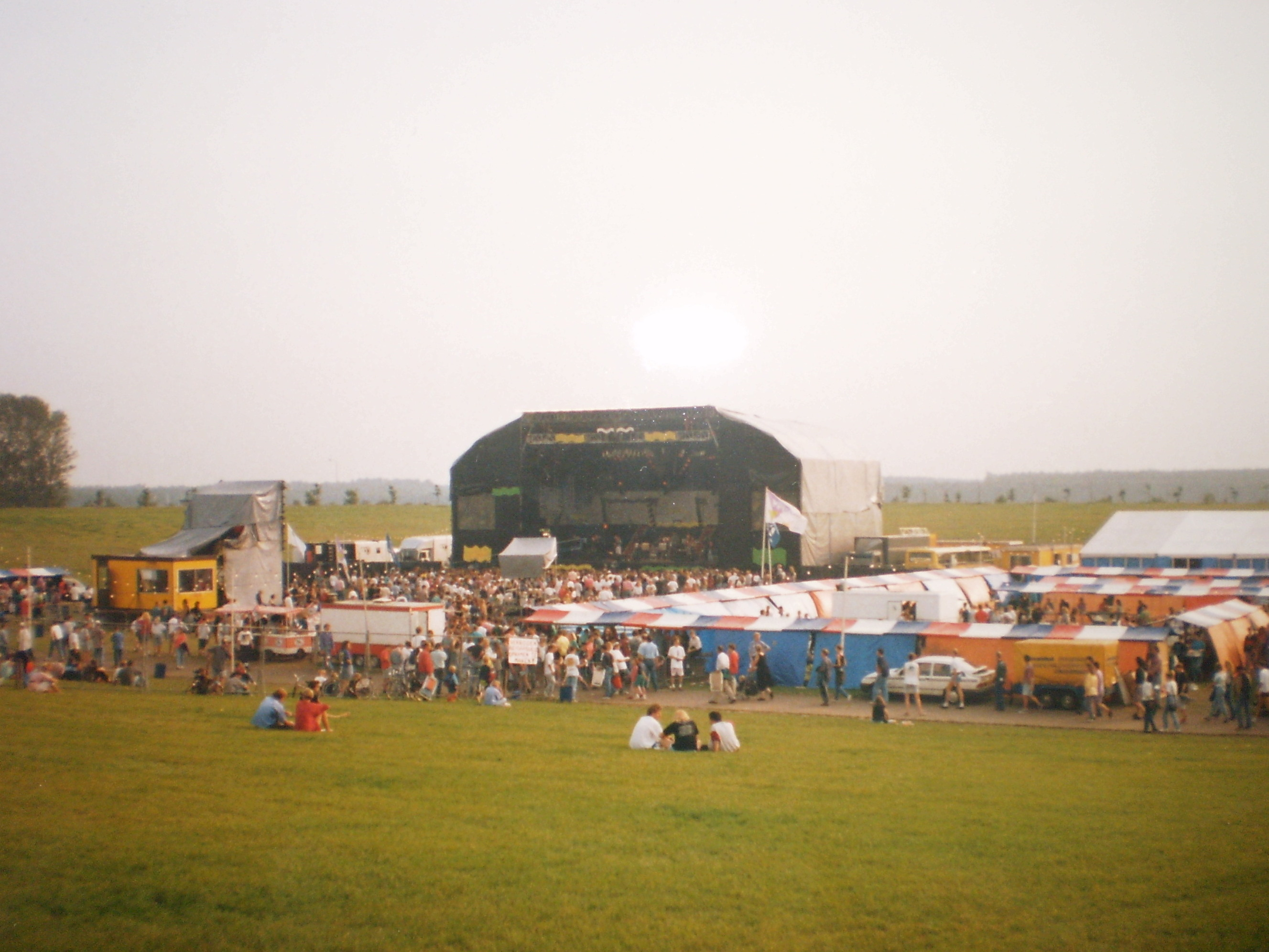
Flevo Totaal Festival 1992 op evenemententerrein Flevohof

De camping aan het Veerse Meer bood de drie opeenvolgende jaren nog genoeg ruimte, maar in 1982 verhuisde het Kamperland Muziekfestival naar het evenemententerrein van park de Flevohof, bij Biddinghuizen in Flevoland. Daarmee veranderde tevens de naam. Het werd eerst Flevo Festival, daarna Flevo Multiple Choice Festival en vervolgens Flevo Totaal Festival. Het woordje Totaal gaf aan dat het festival in haar programma, zowel voor muziek, als voor de talloze lezingen, studies, theater, kunst, films, discussie enzovoort, zo breed en gevarieerd mogelijk wilde zijn. Inmiddels kwamen bezoekers in aanraking met alle soorten en stijlen muziek: country, blues, rock-'n-roll, hardrock, heavy metal, rap, hiphop, soul, klassiek, jazz, latin, worship, pop en dance. Het aantal bezoekers steeg van 1700 naar rond de 10.000; dit aantal werd in 1994 voor het eerst gehaald. Hierna verhuisde het festival naar Noord-Brabant, maar 'Flevo' bleef onderdeel van de festivalnaam.
De organisatie was vanaf het begin in handen van Youth for Christ Nederland, maar vanaf 2002 stond het festival op eigen benen en werd het georganiseerd door stichting The Crown. In 2002 kreeg het festival ook haar oude naam Flevo Festival terug. In 2007 ging The Crown de samenwerking aan met het aan de EO gerelateerde muzieklabel Xnoizz, waardoor het festival vanaf dat jaar Xnoizz Flevo Festival heette. In 2008 verhuisde het festival naar recreatieplas Bussloo in Gelderland. Na die editie kwam The Crown in een faillissement en nam Youth for Christ weer het voortouw voor een doorstart. YfC, JOP (de jongerenorganisatie van de Protestante Kerk in Nederland), de EO en het Nederlands Bijbelgenootschap besloten samen te werken om het festival in 2009 door te kunnen laten gaan. Dit lukte en de eerstgenoemde drie organisaties werkten ook mee aan de daaropvolgende edities.
In 2008 en 2009 kwamen er klachten van omwonenden van het festivalterrein te Bussloo over de luide muziek die meerdaags tot diep in de nacht doorging, met als gevolg dat vanaf 2010 niet later dan 01.00 uur harde muziek mocht worden geproduceerd. De organisatie van Xnoizz Flevo uitte in 2009 naar aanleiding van deze restricties twijfels over het voortbestaan van het festival op deze locatie. Daar kwam het wel van, zij het met inachtneming van de nodige restricties.
In september 2012 maakte het bestuur van Stichting Flevo-festival bekend dat het festival niet meer zou worden georganiseerd, dit wegens het dalende aantal bezoekers. De laatste editie van het Xnoizz Flevo Festival trok zo'n 6.000 betalende bezoekers. In 2011 waren dat er nog zo'n 9.500.
Een groep oud-vrijwilligers van Flevo maakte op 2 maart 2013 bekend het festival een vervolg te willen geven. Hier werd de naam Flavor Festival aan gegeven. Van dit festijn, met dezelfde doelgroep en insteek, vond slechts één editie plaats, en wel in 2013: evenals zijn voorganger in het derde weekend van augustus en op de voorlaatste locatie van Flevo (Liempde). Twee jaar later begon een opvolger onder de naam Graceland Festival.

## Locaties
- Camping de Schotsman te Kamperland (aan het Veerse Meer op Noord-Beveland) (1978 - 1981)
- Evenemententerrein Flevohof (nu: Walibi Holland) te Biddinghuizen (1982 - 1994)
- Vliegbasis Eindhoven (1995 - 1999)
- Landgoed Velder te Liempde (2000 - 2007)
- Recreatieplas Bussloo (tussen Apeldoorn, Zutphen en Deventer) (2008 - 2012)